# Macromitrium semipapillosum
Macromitrium semipapillosum là một loài rêu trong họ Orthotrichaceae. Loài này được Thér. & P. de la Varde mô tả khoa học đầu tiên năm 1924.